# Fotbal Club CFR 1907 Cluj
CFR Cluj (nome completo: Fotbal Club CFR 1907 Cluj-Napoca) é um clube da Liga 1 de futebol da Roménia situado na cidade de Cluj-Napoca, Transilvânia. Ficou mais conhecido nas temporadas 2007/2008 quando ganhou pela primeira vez o campeonato da Roménia e a Copa Romena, o time também participou pela primeira vez em sua historia na Liga dos Campeões da UEFA. O nome atual "CFR" é a sigla para Căile Ferate Române ("Ferrovias Romenas").
O principal rival do clube é o conterrâneo FC Universitatea Cluj-Napoca  

## Historia

### Sobre o Clube
A ambição de uma promoção da Divisão C para a Divisão B, em 2001, foi realizada numa temporada. O clube passou por 7 anos de desenvolvimento, nesse tempo conseguiu subir para a primeira divisão.
Após um pouco tímido no primeiro contato com a liga em 2004-2005 temporada, QCR os líderes têm mudado o paradigma clássico do futebol romeno, investindo pesadamente em jogadores profissionais de futebol com a mentalidade, a maioria dos campeonatos acima enumerados Roménia. Portuguêses, Argentinos, Brasileiros, e Suecos, interposto em quantias que tiverem redimensionada por transferências do orçamento da Liga 1, deu à luz a mais cosmopolita equipe no país. Campeão nacional e equipe qualificada para a Liga dos Campeões da UEFA grupos, clube grupos tornou-se igualmente atractivos para os melhores jogadores, com palmarese impressionante, mas também para investidores dispostos a associar sua imagem com o profissionalismo e desempenho para os meios de comunicação nacionais e internacionais de adeptos.

## Elenco atual
Última atualização: 17 de março de 2025.

## Títulos
| NACIONAIS | NACIONAIS            | NACIONAIS | NACIONAIS                                                               |
|           | Competição           | Títulos   | Temporadas                                                              |
| --------- | -------------------- | --------- | ----------------------------------------------------------------------- |
| Romênia   | Campeonato Romeno    | 8         | 2007-08, 2009-10, 2011-12, 2017-18, 2018-19, 2019-20, 2020-21 e 2021-22 |
| Romênia   | Copa da Romênia      | 5         | 2007-08, 2008-09, 2009-10, 2015-16 e 2024-25                            |
| Romênia   | Supercopa da Romênia | 4         | 2009, 2010, 2018 e 2020                                                 |

## Estadio
Artigo principal: Stadionul Dr. Constantin Rădulescu

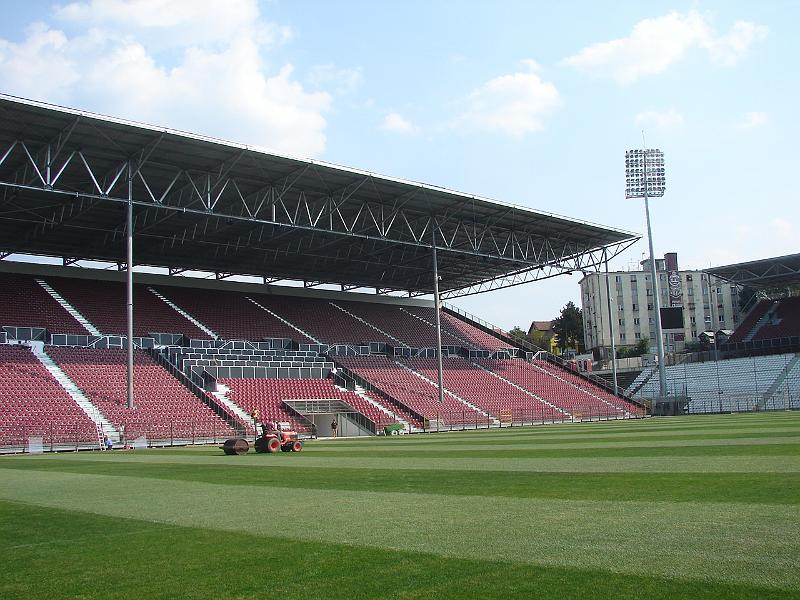
O Estadio em 2008

O estádio foi construído originalmente em 1973. Antes de 2004, tinha uma capacidade de 3000 lugares, sendo a casa do CFR Cluj, principalmente na segunda e terceira divisões do Campeonato Romeno.
Como o CFR Cluj se qualificou para o Liga dos Campeões em 2008, o estádio foi reformado e ampliado para se adequar as normas da UEFA.  A expansão foi concluída em setembro de 2008, elevando a capacidade para 25.000 lugares.
Em 2009, um quarto estande foi construída para concluir o estádio, que atualmente tem a capacidade de 30.000 assentos.

## Desempenho no Campeonato Romeno
| Ano       | Posição | Vitorias | Empates | Derrotas | Gols  | Pontos |
| --------- | ------- | -------- | ------- | -------- | ----- | ------ |
| 1947-1948 | 8       | 9        | 10      | 11       | 48-42 | 28     |
| 1948-1949 | 11      | 9        | 5       | 12       | 39-67 | 23     |
| 1969-1970 | 14      | 10       | 7       | 13       | 29-45 | 27     |
| 1970-1971 | 14      | 9        | 8       | 13       | 37-52 | 26     |
| 1971-1972 | 13      | 9        | 7       | 14       | 27-37 | 25     |
| 1972-1973 | 5       | 11       | 11      | 8        | 33-33 | 33     |
| 1973-1974 | 14      | 11       | 9       | 14       | 40-53 | 31     |
| 1974-1975 | 15      | 11       | 10      | 13       | 26-34 | 32     |
| 1975-1976 | 17      | 9        | 10      | 15       | 30-39 | 28     |
| 2004-2005 | 11      | 9        | 9       | 12       | 33-44 | 36     |
| 2005-2006 | 5       | 14       | 8       | 8        | 36-27 | 50     |
| 2006-2007 | 3       | 21       | 6       | 7        | 59-32 | 69     |
| 2007-2008 | 1       | 23       | 7       | 4        | 52-22 | 76     |
| 2008-2009 | 4       | 16       | 11      | 7        | 44-26 | 59     |
| 2009-2010 | 1       | 18       | 9       | 5        | 40-20 | 63     |
| 2010-2011 | 10      | 11       | 12      | 11       | 50-45 | 45     |
| 2011-2012 | 1       | 21       | 8       | 5        | 63-31 | 71     |
| 2012-2013 | 9       | 12       | 13      | 9        | 56-39 | 49     |

## Recordes
- Primeira Liga da Romenia: Campeões em 2007/2008
- Maior vitória: CFR Cluj 10-0 Minaur Zlatna (4 de outubro de 2003)
- Maior derrota: CFR Bucureşti 12 .-2. CFR Cluj (20 de abril de 1949)
- O jogador com a mais números de jogos pela Primeira Liga: Marius Bretan : 199
- O jogador com mais gols pela Primeira Liga: Mihai Adam : 47